# إيلي بي. أميس
إيلي بي. أميس هو محامي وقاضي وسياسي أمريكي، ولد في 3 أغسطس 1820 في كولشستر في الولايات المتحدة، وتوفي في 12 فبراير 1897 في مينيابوليس في الولايات المتحدة. نشط حزبياً في الحزب الديمقراطي. وقد انتخب عضو مجلس نواب إلينوي ‏ (1851 – 1852) وانتخب عمدة منيابولس ‏ (12 أبريل 1870 – 9 أبريل 1872).